# Жозеїт
Жозеї́т — мінерал класу сульфосолей, сульфотелурид бісмуту із групи тетрадиміту.

## Опис
Хімічна формула: Bi(4+x)Te(1-x)S2. Сингонія тригональна.
Форми виділення: зерна або зернисті агрегати.
Густина 8,10.
Відносна твердість 2,0.
Колір сріблясто-білий або сіро-сталевий.
Спайність в одному напрямку досконала.
Легко плавиться. У відкритих тріщинах виділяє трохи сірки, потім білий дим ТеО2, іноді видає запах гнилої редьки (за рахунок сірки), в нижній частині трубки — наліт Bi2О3. При поліруванні від HNO3 і HCl залишається сіра пляма. FeCl3, KCN, КОН, HgCl2 не діють.

## Родовища
Один з найпоширеніших телуридів, зустрічається у родовищах золота, вісмуту, молібдену, вольфраму. Красноармійський рудник. Країна: Росія. Регіон: Свердловська область.